# Aleksandr Czaukin
Aleksandr Czaukin (ros. Александр Чаукин; ur. 22 kwietnia 1988 w Lipiecku) – rosyjski wioślarz.

## Osiągnięcia
- Mistrzostwa Świata – Poznań 2009 – czwórka bez sternika wagi lekkiej – 18. miejsce[1].
- Mistrzostwa Europy – Brześć 2009 – czwórka bez sternika wagi lekkiej – 9. miejsce[1].
- Mistrzostwa Europy – Montemor-o-Velho 2010 – czwórka bez sternika wagi lekkiej – 12. miejsce[1].